# Ext 함자
호몰로지 대수학에서 Ext 함자(Ext函子, 영어: Ext functor)는 아벨 범주의 두 대상 사이를 잇는 완전열들을 분류하는 함자이다. 사상군 함자의 유도 함자와 같다.

## 정의
Ext 함자는 세 가지로 정의할 수 있다.
- Ext 함자는 특정 완전열들의 동치류 집합으로 정의할 수 있다. 이는 가장 구체적이지만 복잡하며, 또 집합론적 문제가 발생할 수 있다 (즉, Ext 함자의 값이 고유 모임일 수 있다). 이 정의는 요네다 노부오가 도입하였다.[1]
- 단사 대상을 충분히 가지는 범주 또는 사영 대상을 충분히 가지는 범주에서, Ext 함자는 오른쪽 유도 함자 또는 왼쪽 유도 함자를 사용하여 정의할 수 있다. 이 경우 집합론적 문제가 발생하지 않지만, 이는 단사 대상 또는 사영 대상이 부족한 아벨 범주에서는 사용할 수 없다.
- 유도 범주의 개념을 사용하면 Ext 함자는 매우 간단하게 정의된다. 그러나 유도 함자의 존재 역시 여러 집합론적 문제를 야기한다.

대수학에서 가장 중요한 경우인 환 위의 가군 범주의 경우 단사 대상을 충분히 가지는 범주이자 사영 대상을 충분히 가지는 범주이므로, 유도 함자 정의를 사용할 수 있다.

### 완전열을 통한 정의

#### 0차 Ext
임의의 아벨 범주 {\displaystyle {\mathcal {A}}}에 대하여, 0차 Ext 함자는 다음과 같은 사상군 함자이다.
{\displaystyle \operatorname {Ext} _{\mathcal {A}}^{0}(-,-)=\hom _{\mathcal {A}}(-,-)\colon {\mathcal {A}}^{\operatorname {op} }\times {\mathcal {A}}\to \operatorname {Ab} }

#### 1차 Ext
임의 아벨 범주 {\displaystyle {\mathcal {A}}}의 대상 {\displaystyle A,B\in {\mathcal {A}}}에 대하여, {\displaystyle A}의 {\displaystyle B}에 대한 확대(영어: extension of {\displaystyle A} by {\displaystyle B})는 다음과 같은 짧은 완전열이다.
{\displaystyle 0\to B\to X\to A\to 0}
두 확대 사이에 다음 그림을 가환하게 만드는 사상 {\displaystyle X\to X'}이 존재한다면, 두 확대가 서로 동치라고 한다.
{\displaystyle {\begin{matrix}0\to &B&\to &X&\to &A&\to 0\\&\|&&\downarrow \scriptstyle \wr &&\|\\0\to &B&\to &X'&\to &A&\to 0\end{matrix}}}
(이 사상 {\displaystyle X\to X'}은 짧은 5항 보조정리에 따라서 항상 동형 사상이다.) 이는 확대에 대한 동치 관계를 이룬다.
확대의 동치류들은 베어 합(영어: Baer sum)이라는 연산 아래 아벨 군을 이룬다.:78, Definition 3.4.4
두 확대 {\displaystyle 0\to B{\xrightarrow {\iota }}X{\xrightarrow {\pi }}A\to 0}, {\displaystyle 0\to B{\xrightarrow {\iota '}}X'{\xrightarrow {\pi '}}A\to 0}가 주어졌을 때, {\displaystyle Y}를 {\displaystyle X}와 {\displaystyle X'}의 {\displaystyle A}에 대한 당김이라고 하자. 미첼 매장 정리를 사용하면, 이는 다음과 같다.
{\displaystyle X\oplus X\supseteq Y=\{(x,x')\in X\oplus X'\colon \pi (x)=\pi '(x)\}\supseteq \iota (B)\oplus \iota '(B)}
즉, {\displaystyle Y}는 {\displaystyle B}를 두 번 부분 대상으로 포함한다.
대각 사상 {\displaystyle \operatorname {diag} _{B}\colon B\to B\oplus B}사용하여, {\displaystyle Y}의 몫대상
{\displaystyle X''={\frac {Y}{\left((\iota ,-\iota ')\circ \operatorname {diag} _{B}\right)(B)}}}
을 정의할 수 있다. 이는 {\displaystyle Y} 속에 존재하는 두 개의 {\displaystyle B}를 하나로 합치는 것이다. 그렇다면
{\displaystyle 0\to B\to X''\to A\to 0}
는 짧은 완전열을 이룬다. {\displaystyle 0\to X\to X''\to A\to 0}의 동치류를 {\displaystyle 0\to B{\xrightarrow {\iota }}X{\xrightarrow {\pi }}A\to 0}, {\displaystyle 0\to B{\xrightarrow {\iota '}}X'{\xrightarrow {\pi '}}A\to 0}의 동치류의 베어 합(영어: Baer sum)이라고 한다. 확대의 동치류들은 베어 합 아래 아벨 군을 이룬다. 베어 합의 항등원은 분할 완전열 {\displaystyle 0\to B\to A\oplus B\to A\to 0}이며, 확대 {\displaystyle 0\to B{\xrightarrow {\iota }}X{\xrightarrow {\pi }}A\to 0}의 베어 합에 대한 역원은 {\displaystyle 0\to B{\xrightarrow {-\iota }}X{\xrightarrow {\pi }}A\to 0} 또는 {\displaystyle 0\to B{\xrightarrow {\iota }}X{\xrightarrow {-\pi }}A\to 0}이다. (이 둘은 서로 동치이다.)
{\displaystyle {\mathcal {A}}} 속의 대상 {\displaystyle A,B\in {\mathcal {A}}}에 대하여, 1차 Ext 함자 {\displaystyle \operatorname {Ext} _{\mathcal {A}}^{1}(A,B)}는 {\displaystyle A}의 {\displaystyle B}에 대한 확대들의 동치류 집합이다. 이는 베어 합 아래 아벨 군을 이루며, 함자
{\displaystyle \operatorname {Ext} _{\mathcal {A}}^{1}(-,-)\colon {\mathcal {A}}^{\operatorname {op} }\times {\mathcal {A}}\to \operatorname {Ab} }
를 정의한다. 또한, 각 {\displaystyle A\in {\mathcal {A}}}에 대하여
{\displaystyle \operatorname {Ext} _{\mathcal {A}}^{1}(A,-)\colon {\mathcal {A}}^{\operatorname {op} }\to \operatorname {Ab} }
{\displaystyle \operatorname {Ext} _{\mathcal {A}}^{1}(-,A)\colon {\mathcal {A}}^{\operatorname {op} }\to \operatorname {Ab} }
는 둘 다 가법 함자를 이룬다.
위 정의에서, 집합론적 문제를 무시하였다. 사실, (국소적으로 작은) 아벨 범주의 경우 1차 Ext 함자의 값이 고유 모임일 수 있다.:131, Exercise 6.A 물론, 작은 아벨 범주에 대해서는 이러한 문제가 생기지 않는다. 또한, 단사 대상을 충분히 가지는 범주나 사영 대상을 충분히 가지는 범주에서는 유도 함자를 통한 정의를 사용할 수 있으며, 이 경우 집합론적 문제가 발생하지 않는다.

#### 고차 Ext
2차 이상의 Ext 함자는 임의의 아벨 범주에 대하여 다음과 같이 정의할 수 있다.:79–80, Vista 3.4.6:82–87, §III.5
아벨 범주 {\displaystyle {\mathcal {A}}}가 주어졌다고 하자. {\displaystyle {\mathcal {A}}} 속의 대상 {\displaystyle A}, {\displaystyle B}에 대하여, {\displaystyle A}의 {\displaystyle B}에 대한 {\displaystyle n}차 확대(영어: {\displaystyle n}-fold extension of {\displaystyle A} by {\displaystyle B})는 다음과 같은 완전열이다.
{\displaystyle 0\to B\to X_{n}\to X_{n-1}\to \cdots \to X_{1}\to A\to 0}
두 {\displaystyle n}차 확대 {\displaystyle (B,X_{\bullet },A)}, {\displaystyle (B',X_{\bullet }',A')} 사이에 다음과 같은 가환 그림이 존재한다면, {\displaystyle (B,X_{\bullet },A)}가 {\displaystyle (B',X_{\bullet }',A')}의 닮은 확대(영어: similar extension)라고 한다.
{\displaystyle {\begin{matrix}0\to &B&\to &X_{n}&\to &\cdots &\to &X_{1}&\to &A&\to 0\\&\|&&\downarrow &&\cdots &&\downarrow &&\|\\0\to &B'&\to &X_{n}'&\to &\cdots &\to &X_{1}'&\to &A'&\to 0\end{matrix}}}
닮음 관계를 {\displaystyle (B,X_{\bullet },A)\prec (B',X_{\bullet }',A')}로 표기하자.
닮음 관계는 추이적 관계이지만 대칭 관계가 아니다. 닮음 관계로 생성되는 동치 관계를 생각하자. 즉, 두 {\displaystyle n}차 확대 {\displaystyle (B,X_{\bullet },A)}, {\displaystyle (B',X_{\bullet }',A')} 사이에 다음과 같은 {\displaystyle n}차 확대들의 열
{\displaystyle (B,X_{\bullet },A)=(B^{(0)},X_{\bullet }^{(0)},A^{(0)}),(B^{(1)},X_{\bullet }^{(1)},A^{(1)}),\dots ,(B^{(k)},X_{\bullet }^{(k)},A^{(k)})=(B',X_{\bullet }',A')}
이 존재하며, 이 열이 다음 조건을 만족시킨다면, {\displaystyle (B,X_{\bullet },A)}와 {\displaystyle (B',X_{\bullet }',A')}가 서로 동치라고 하자.
모든 {\displaystyle i=1,2,\dots ,k}에 대하여, {\displaystyle (B^{(i-1)},X_{\bullet }^{(i-1)},A^{(i-1)})\prec (B^{(i)},X_{\bullet }^{(i)},A^{(i)})}이거나 또는 {\displaystyle (B^{(i)},X_{\bullet }^{(i)},A^{(i)})\prec (B^{(i-1)},X_{\bullet }^{(i-1)},A^{(i-1)})}이다.
사실, 이 동치는 두 단계로 족하다. 즉, 다음 세 조건이 서로 동치이다.
- {\displaystyle (B,X_{\bullet },A)}와 {\displaystyle (B',X_{\bullet }',A')}가 서로 동치이다.
- {\displaystyle (B,X_{\bullet },A)\prec (B'',X_{\bullet }'',A'')\succ (B',X_{\bullet }',A')}인 {\displaystyle n}차 확대 {\displaystyle (B'',X_{\bullet }'',A'')}가 존재한다.
- {\displaystyle (B,X_{\bullet },A)\succ (B'',X_{\bullet }'',A'')\prec (B',X_{\bullet }',A')}인 {\displaystyle n}차 확대 {\displaystyle (B'',X_{\bullet }'',A'')}가 존재한다.

그렇다면, {\displaystyle n}차 Ext 함자 {\displaystyle \operatorname {Ext} _{\mathcal {A}}^{n}(A,B)}는 {\displaystyle A}의 {\displaystyle B}에 대한 {\displaystyle n}차 확대들의 동치류 집합이다.
두 {\displaystyle n}차 확대 {\displaystyle (B,X_{\bullet },A)}, {\displaystyle (B',X_{\bullet }',A')}가 주어졌을 때, {\displaystyle Y_{i}}를 다음과 같이 정의하자.
- {\displaystyle i=1}일 때, {\displaystyle Y_{1}}은 {\displaystyle X_{1}}과 {\displaystyle X_{1}'}의 {\displaystyle A}에 대한 당김이다.
- {\displaystyle 1<i<n}일 때, {\displaystyle Y_{i}=X_{1}\oplus X_{1}'}이다.
- {\displaystyle i=n}일 때, {\displaystyle X_{n}{\xrightarrow {f}}{\tilde {Y}}{\xleftarrow {f'}}X_{n}'}를 {\displaystyle B{\xrightarrow {\iota }}X_{n}}과 {\displaystyle B{\xrightarrow {\iota '}}X_{n}}의 {\displaystyle B}에 대한 밂이라고 하자. 그렇다면 대각 사상 {\displaystyle \operatorname {diag} _{B}\colon B\to B\oplus B}를 사용하여, {\displaystyle (f\circ \iota ,-f'\circ \iota ')\circ \operatorname {diag} _{B}\colon B\to {\tilde {Y}}}를 정의할 수 있다. 그렇다면, {\displaystyle Y_{n}={\tilde {Y}}/((f\circ \iota ,-f'\circ \iota ')\circ \operatorname {diag} _{B})(B)}이다.

그렇다면 {\displaystyle (B,Y_{\bullet }',A)}는 {\displaystyle n}차 확대를 이룬다.
{\displaystyle (B,X_{\bullet },A)}의 동치류와 {\displaystyle (B',X_{\bullet }',A')}의 동치류의 합을 {\displaystyle (B,Y_{\bullet }',A)}의 동치류로 정의하자.
{\displaystyle [(B,X_{\bullet },A)]+[(B',X_{\bullet }',A')]=[(B,Y_{\bullet }',A)]}
그렇다면, 이 합에 대하여 {\displaystyle \operatorname {Ext} _{\mathcal {A}}^{n}(A,B)}는 아벨 군을 이룬다. 또한, 이는 함자
{\displaystyle \operatorname {Ext} _{\mathcal {A}}^{n}(-,-)\colon {\mathcal {A}}^{\operatorname {op} }\times {\mathcal {A}}\to \operatorname {Ab} }
를 이루며, 각 {\displaystyle A\in {\mathcal {C}}}에 대하여
{\displaystyle \operatorname {Ext} _{\mathcal {A}}^{n}(A,-)\colon {\mathcal {A}}\to \operatorname {Ab} }
{\displaystyle \operatorname {Ext} _{\mathcal {A}}^{n}(-,A)\colon {\mathcal {A}}^{\operatorname {op} }\to \operatorname {Ab} }
둘 다 가법 함자를 이룬다.

#### 요네다 합성
Ext는 가법 함자를 이루므로, 아벨 범주 {\displaystyle {\mathcal {A}}}의 대상 {\displaystyle A,B,C\in {\mathcal {A}}}에 대하여 다음과 같은 두 군 준동형이 존재한다. (여기서 {\displaystyle \otimes }는 아벨 군의 텐서곱이다.)
{\displaystyle \operatorname {Ext} _{\mathcal {A}}^{n}(A,B)\otimes \hom _{\mathcal {A}}(B,C)\to \operatorname {Ext} _{\mathcal {A}}^{n}(A,C)}
{\displaystyle \hom _{\mathcal {A}}(A,B)\otimes \operatorname {Ext} _{\mathcal {A}}^{n}(B,C)\to \operatorname {Ext} _{\mathcal {A}}^{n}(A,C)}
이는 {\displaystyle \operatorname {Ext} _{\mathcal {A}}^{0}=\hom _{\mathcal {A}}}와 {\displaystyle \operatorname {Ext} _{\mathcal {A}}^{n}}를 곱하는 것으로 볼 수 있다.
보다 일반적으로, 임의의 자연수 {\displaystyle m,n\in \mathbb {N} }에 대하여 다음과 같은, 요네다 합성(영어: Yoneda composition)이라는 군 준동형들이 존재한다.:82–87, §III.5
{\displaystyle \operatorname {Ext} _{\mathcal {A}}^{m}(A,B)\otimes \operatorname {Ext} _{\mathcal {A}}^{n}(B,C)\to \operatorname {Ext} _{\mathcal {A}}^{m+n}(A,C)}
이는 구체적으로 다음과 같다. 두 완전열
{\displaystyle 0\to A\to X_{1}\to \cdots \to X_{m}{\xrightarrow {\pi }}B\to 0\qquad (m\geq 1)}
{\displaystyle 0\to B{\xrightarrow {\iota }}Y_{1}\to \cdots \to Y_{n}\to C\to 0\qquad (m\geq 1)}
이 주어졌을 때, 이들을 이어 다음과 같은 더 긴 완전열을 정의할 수 있다.
{\displaystyle 0\to A\to X_{1}\to \cdots \to X_{m}{\xrightarrow {\iota \circ \pi }}Y_{1}\to \cdots \to Y_{n}\to C\to 0}
그렇다면 {\displaystyle (A,X_{\bullet },B)}의 동치류와 {\displaystyle (B,Y_{\bullet },C)}의 동치류의 요네다 합성은 {\displaystyle (A,X_{\bullet },Y_{\bullet },C)}의 동치류이다.
요네다 합성을 사용하여, 자연수 등급 아벨 군의 범주 {\displaystyle \operatorname {GrAb} _{\mathbb {N} }} 위의 풍성한 범주 {\displaystyle \operatorname {Ext} {\mathcal {A}}}를 다음과 같이 정의할 수 있다.
- {\displaystyle \operatorname {Ext} {\mathcal {A}}}의 대상은 {\displaystyle {\mathcal {A}}}의 대상과 같다.
- {\displaystyle \operatorname {Ext} {\mathcal {A}}}의 사상군은 다음과 같은 자연수 등급 아벨 군이다.
{\displaystyle \hom _{\operatorname {Ext} {\mathcal {A}}}(A,B)=\bigoplus _{n}\operatorname {Ext} _{\mathcal {A}}^{n}(A,B)}
- {\displaystyle \operatorname {Ext} ({\mathcal {A}}}에서 사상의 합성은 요네다 합성에 의하여 주어진다.
- {\displaystyle \operatorname {Ext} {\mathcal {A}}}에서 항등 사상은 {\displaystyle {\mathcal {A}}}에서의 항등 사상과 같다.

{\displaystyle \operatorname {Ext} {\mathcal {A}}}에서, 각 사상군에서 양의 정수 등급 성분을 망각한다면, {\displaystyle \operatorname {Ext} _{\mathcal {A}}^{0}=\hom _{\mathcal {A}}}만 남으므로 원래 범주 {\displaystyle {\mathcal {A}}}를 얻는다.
특히, 대상 {\displaystyle A\in {\mathcal {A}}}에 대하여, {\displaystyle \operatorname {Ext} {\mathcal {A}}}에서의 자기 사상 등급 아벨 군
{\displaystyle \hom _{\operatorname {Ext} {\mathcal {A}}}(A,A)=\bigoplus _{n}\operatorname {Ext} _{\mathcal {A}}^{n}(A,A)}
은 자연수 등급환을 이룬다.

### 유도 함자를 통한 정의
아벨 범주 {\displaystyle {\mathcal {A}}} 속의 대상 {\displaystyle A\in {\mathcal {A}}}에 대하여,
{\displaystyle \hom _{\mathcal {A}}(A,-)\colon {\mathcal {A}}\to \operatorname {Ab} }
는 왼쪽 완전 함자이며,
{\displaystyle \hom _{\mathcal {A}}(-,A)\colon {\mathcal {A}}^{\operatorname {op} }\to \operatorname {Ab} }
는 오른쪽 완전 함자이다. 따라서, 만약 {\displaystyle {\mathcal {A}}}가 단사 대상을 충분히 가지는 범주라면 {\displaystyle \hom _{\mathcal {A}}(A,-)}의 오른쪽 유도 함자를 Ext 함자라고 한다.
{\displaystyle \operatorname {Ext} _{\mathcal {C}}^{n}(A,-)=\operatorname {R} ^{n}\hom _{\mathcal {C}}(A,-)}
만약 {\displaystyle {\mathcal {A}}}가 사영 대상을 충분히 가지는 범주라면 {\displaystyle \hom _{\mathcal {A}}(-,A)}의 왼쪽 유도 함자를 Ext 함자라고 한다.
{\displaystyle \operatorname {Ext} _{\mathcal {C}}^{n}(-,A)=\operatorname {L} ^{n}\hom _{\mathcal {C}}(-,A)}
이 정의들은 (만약 존재한다면) 위의 일반적인 정의와 일치한다. 그러나 아벨 범주는 단사 대상이나 사영 대상을 충분히 가지지 않을 수 있으므로, 이 정의는 덜 일반적이다.
특히, 환 {\displaystyle R} 위의 왼쪽 가군들의 아벨 범주 {\displaystyle R{\text{-Mod}}}는 단사 대상을 충분히 가지는 범주이자 사영 대상을 충분히 가지는 범주이다. 이 경우 Ext 함자를 {\displaystyle \operatorname {Ext} _{R}^{n}(-,-)}로 표기한다.

### 유도 범주를 통한 정의
Ext 함자는 유도 범주의 개념을 사용하여 간단하게 정의할 수 있다.
아벨 범주 {\displaystyle {\mathcal {A}}}가 주어졌다고 하자. {\displaystyle {\mathcal {A}}}의 대상을 하나의 성분만이 영 대상이 아닌 사슬 복합체로 간주한다면, {\displaystyle {\mathcal {A}}}는 사슬 복합체 범주 {\displaystyle \operatorname {Ch} ({\mathcal {A}})}의 충만한 부분 범주를 이룬다.
{\displaystyle {\mathcal {A}}} 속의 사슬 복합체 {\displaystyle A}에 대하여,
{\displaystyle A[i]^{\bullet }=X^{\bullet +i}}
{\displaystyle d_{A[i]}=(-1)^{n}d|_{A}}
로 정의하자. (여기서 모든 사슬 복합체의 경계 사상의 차수는 {\displaystyle \deg d=+1}이다.) 또한, {\displaystyle {\mathcal {A}}}의 유도 범주가 국소적으로 작은 범주라고 하자. 그렇다면, {\displaystyle {\mathcal {A}}}의 두 대상 {\displaystyle A,B\in {\mathcal {A}}}에 대한 {\displaystyle n}차 Ext 함자는 유도 범주 {\displaystyle \operatorname {D} ({\mathcal {A}})}의 다음과 같은 사상군이다.
{\displaystyle \operatorname {Ext} _{\mathcal {A}}^{n}(A,B)=\hom _{\operatorname {D} ({\mathcal {A}})}(A,B[i])}
(이 경우, 집합론적 문제는 원래 아벨 범주가 국소적으로 작은 범주라고 해도, 그 유도 범주는 일반적으로 국소적으로 작은 범주가 아닐 수 있는 것이다.)

## 성질
만약 {\displaystyle M}이 사영 가군이거나 {\displaystyle N}이 단사 가군이라면,
{\displaystyle \operatorname {Ext} _{R}^{n}(M,N)=0\qquad \forall n>0}
이다. 또한, 다음이 성립한다.
{\displaystyle \operatorname {Ext} _{R}^{n}\left(\bigoplus _{i\in I}M_{i},\prod _{j\in J}N_{j}\right)\cong \prod _{i\in I}\prod _{j\in J}\operatorname {Ext} _{R}^{n}(M_{i},N_{j})}

## 예

### 벡터 공간
체 {\displaystyle K} 위의 가군의 범주에서의 Ext 함자를 생각해 보자. 체 위의 가군은 벡터 공간이며, 모든 벡터 공간은 사영 가군이자 단사 가군이다. 즉, 벡터 공간 {\displaystyle V}의 단사 분해 및 사영 분해는 자명하다.
{\displaystyle 0\to V\to I^{0}=V\to 0}
{\displaystyle 0\to P^{0}=V\to V\to 0}
따라서, {\displaystyle K} 위의 벡터 공간 {\displaystyle V}, {\displaystyle W}가 주어졌을 때, Ext 함자는 다음과 같다.
{\displaystyle \operatorname {Ext} _{K}^{0}(V,W)=\hom(V,W)}
{\displaystyle \operatorname {Ext} _{K}^{n}(V,W)=0\qquad \forall n>0}

### 아벨 군
정수환 {\displaystyle \mathbb {Z} } 위의 가군의 범주에서의 Ext 함자를 생각해 보자. 정수환 위의 가군은 아벨 군이며, 사영 가군은 자유 아벨 군이며, 단사 가군은 나눗셈군이다. 모든 아벨 군은 길이가 1 이하인 단사 분해 및 사영 분해를 갖는다. 즉, 임의의 아벨 군 {\displaystyle G}는 자유 아벨 군 {\displaystyle P^{0}}의 몫군 {\displaystyle P^{0}/P^{1}}으로 나타낼 수 있으며, 자유 아벨 군의 모든 부분군은 자유 아벨 군이므로 다음은 사영 분해이다.
{\displaystyle 0\to G\to P^{0}\to P^{1}\to 0}
마찬가지로, 임의의 아벨 군 {\displaystyle G}는 나눗셈군 {\displaystyle I^{0}}의 부분군으로 나타낼 수 있으며, 나눗셈군의 모든 몫군은 나눗셈군이므로  다음은 단사 분해를 이룬다.
{\displaystyle 0\to G\to I^{0}\to I^{1}\to 0}
아벨 군 {\displaystyle G}, {\displaystyle H}가 주어졌을 때, Ext 함자는 다음과 같다. {\displaystyle G}의 사영 분해가 {\displaystyle G\cong P^{0}/P^{1}}이라면, Ext 함자는 다음 사슬 복합체의 호몰로지 군이다.
{\displaystyle 0\to \hom _{\operatorname {Ab} }(P^{0},H){\xrightarrow {\operatorname {res} }}\hom _{\operatorname {Ab} }(P^{1},H)\to 0}
여기서 {\displaystyle \operatorname {res} \colon \hom _{\operatorname {Ab} }(P^{0},H)\to \hom _{\operatorname {Ab} }(P^{1},H)}은 포함 사상 {\displaystyle P^{1}\hookrightarrow P^{0}}으로부터 유도된다. 즉, 군 준동형을 부분군에 제약한 것이다.
따라서,
{\displaystyle \operatorname {Ext} _{\mathbb {Z} }^{0}(G,H)\cong \hom _{\operatorname {Ab} }(G,H)}
이며,
{\displaystyle \operatorname {Ext} _{\mathbb {Z} }^{1}(G,H)\cong \hom _{\operatorname {Ab} }(P^{1},H)/\operatorname {res} (\hom _{\operatorname {Ab} }(P^{0},H))}
는 군의 확대
{\displaystyle 0\to H\to E\to G\to 0}
들의 동형류와 일대일 대응한다.
나머지 고차 Ext 함자는 모두 0이다.
{\displaystyle \operatorname {Ext} _{\mathbb {Z} }^{n}(G,H)=0\qquad \forall n\geq 2}
또한, 임의의 나눗셈군 {\displaystyle H}에 대하여
{\displaystyle \operatorname {Ext} _{\mathbb {Z} }^{1}(G,H)=0}
이다. 특히, 유리수의 군 {\displaystyle \mathbb {Q} }나 그 몫군 {\displaystyle \mathbb {Q} /\mathbb {Z} }은 나눗셈군이므로
{\displaystyle \operatorname {Ext} _{\mathbb {Z} }^{1}(G,\mathbb {Q} )=\operatorname {Ext} _{\mathbb {Z} }^{1}(G,\mathbb {Q} /\mathbb {Z} )=0}
이다.
| {\displaystyle G\backslash H}    | {\displaystyle \mathbb {Z} } | {\displaystyle \mathbb {Z} /(n)}           | {\displaystyle \mathbb {Q} } |
| -------------------------------- | ---------------------------- | ------------------------------------------ | ---------------------------- |
| {\displaystyle \mathbb {Z} }     | {\displaystyle \mathbb {Z} } | {\displaystyle \mathbb {Z} /(n)}           | {\displaystyle \mathbb {Q} } |
| {\displaystyle \mathbb {Z} /(m)} | 0                            | {\displaystyle \mathbb {Z} /(\gcd\{m,n\})} | 0                            |
| {\displaystyle \mathbb {Q} }     | 0                            | 0                                          | {\displaystyle \mathbb {Q} } |

| {\displaystyle G\backslash H}    | {\displaystyle \mathbb {Z} }                          | {\displaystyle \mathbb {Z} /(n)}           | {\displaystyle \mathbb {Q} } |
| -------------------------------- | ----------------------------------------------------- | ------------------------------------------ | ---------------------------- |
| {\displaystyle \mathbb {Z} }     | 0                                                     | 0                                          | 0                            |
| {\displaystyle \mathbb {Z} /(m)} | {\displaystyle \mathbb {Z} /(m)}                      | {\displaystyle \mathbb {Z} /(\gcd\{m,n\})} | 0                            |
| {\displaystyle \mathbb {Q} }     | {\displaystyle \mathbb {Q} ^{\oplus 2^{\aleph _{0}}}} | 0                                          | 0                            |

### 리 대수 코호몰로지
리 대수 코호몰로지는 리 대수의 보편 포락 대수의 Ext 함자와 같다. 이를 통해 리 군의 드람 코호몰로지를 계산할 수 있다.

### 층 코호몰로지
위상 공간 {\displaystyle X} 위의 아벨 군층 {\displaystyle {\mathcal {F}}}의 층 코호몰로지는 다음과 같이 Ext 함자의 특수한 경우이다.
{\displaystyle \operatorname {H} ^{\bullet }(X,{\mathcal {F}})=\operatorname {Ext} ^{\bullet }({\underline {\mathbb {Z} }},{\mathcal {F}})}
여기서
- Ext 함자는 {\displaystyle X} 위의 아벨 군층의 아벨 범주에서 취한 것이다.
- {\displaystyle {\underline {\mathbb {Z} }}}는 정수환 값의 상수층이다.

스킴 {\displaystyle X} 위의 구조층의 코호몰로지에 대하여 다음이 성립한다.
{\displaystyle \operatorname {Ext} ^{1}({\mathcal {O}}_{X},{\mathcal {O}}_{X})=\operatorname {H} ^{1}(X,{\mathcal {O}}_{X})}

## 어원
‘Ext’는 영어: extension(확대)의 약자다. 이는 Ext 함자가 군의 확대와 관련있기 때문이다. 아벨 군 {\displaystyle G}를 다른 아벨 군 {\displaystyle H}로 확대한다면, 가능한 확대들은 {\displaystyle \operatorname {Ext} _{\mathbb {Z} }^{1}(G,H)}와 일대일 대응한다.

## 같이 보기
- Tor 함자
- 그로텐디크 군
- 호몰로지 차원